# Décès en 909
Décès
- 905
- 906
- 907
- 908
- 909
- 910
- 911
- 912
- 913

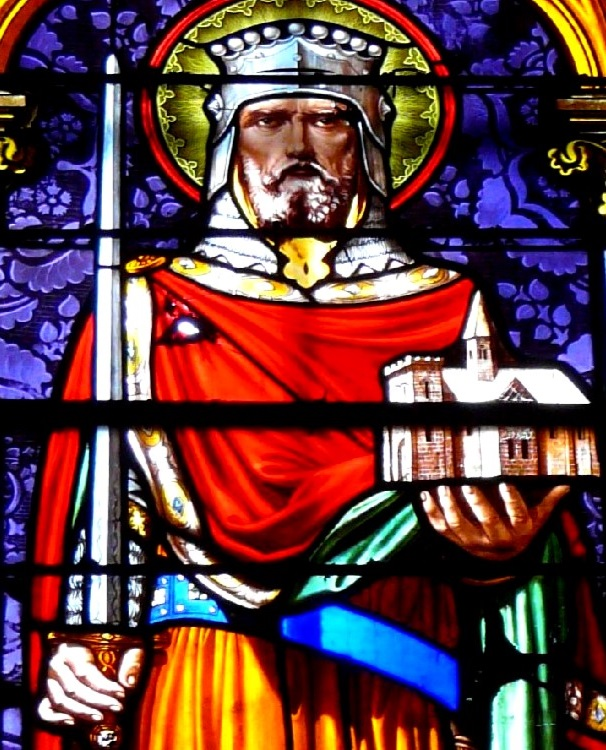
Géraud d'Aurillac mort en 909.

Cette page dresse une liste de personnalités mortes au cours de l'année 909 :
- 28 juillet : Herfroy, 39e évêque d'Auxerre.
- 13 octobre : Géraud d'Aurillac, fondateur de l'abbaye d'Aurillac.

- Cadell ap Rhodri, roi de Seisyllwg puis de Powys.
- Cerball mac Muirecáin, roi de Leinster.
- Ibn Dawoud, juriste iranien zâhirite et poète de langue arabe.
- Fujiwara no Tokihira, Grand Conseiller (dainagon) puis Ministre de la Gauche.

## Crédit d'auteurs
- Cet article est partiellement ou en totalité issu de l'article intitulé « 909 » (voir la liste des auteurs).